# Russell (condado de Lincoln, Wisconsin)
Russell es un pueblo ubicado en el condado de Lincoln en el estado estadounidense de Wisconsin. En el Censo de 2010 tenía una población de 677 habitantes y una densidad poblacional de 7,2 personas por km².

## Geografía
Russell se encuentra ubicado en las coordenadas 45°20′18″N 89°29′24″O / 45.33833, -89.49000. Según la Oficina del Censo de los Estados Unidos, Russell tiene una superficie total de 94.08 km², de la cual 92.68 km² corresponden a tierra firme y (1.49%) 1.4 km² es agua.

## Demografía
Según el censo de 2010, había 677 personas residiendo en Russell. La densidad de población era de 7,2 hab./km². De los 677 habitantes, Russell estaba compuesto por el 97.34% blancos, el 0.59% eran afroamericanos, el 0.3% eran amerindios, el 0.15% eran asiáticos, el 0.3% eran isleños del Pacífico, el 0% eran de otras razas y el 1.33% pertenecían a dos o más razas. Del total de la población el 0.74% eran hispanos o latinos de cualquier raza.